# Fizyka galaktyk
Fizyka galaktyk – dział astrofizyki zajmujący się opisem galaktyk z fizycznego punktu widzenia. Fizyka galaktyk bada i opisuje procesy fizyczne w odniesieni do galaktyki jako całości. Dzięki niej możliwa jest dogłębna analiza i poprawna interpretacja procesów zachodzących między galaktykami w trakcie zderzeń galaktyk, jak również wyjaśnienie budowy i obrotu wokół centrum całej galaktyki.